# Zdenka Čebašek Travnik
Zdenka Čebašek - Travnik, slovenska zdravnica, specialistka psihiatrije in sistemska družinska terapevtka. V obdobju 2007-2013 je bila varuhinja človekovih pravic, v obdobju 2017-2021 pa predsednica Zdravniške zbornice Slovenije. * 13. februar 1955, Murska Sobota.
Dr. Zdenka Čebašek Travnik je avtorica številnih strokovnih in poljudnih prispevkov s področja alkoholne politike in odvisnosti od alkohola, pa tudi s področja družinske terapije in izvedenstva. Uredila je več knjig in zbornikov ter s sodelavci organizirala več mednarodnih strokovnih srečanj. Je sodna izvedenka za področje psihiatrije in članica domačih in mednarodnih strokovnih združenj. Po končanem mandatu varuhinje človekovih pravic se je vrnila v medicino in poklic zdravnice psihiatrinje, kjer se poglobljeno ukvarja tudi z vprašanji človekovih pravic na področju duševnega zdravja, profesionalizmom v medicini in na drugih področjih dela z ljudmi ter posredovanjem znanja o človekovem dostojanstvu študentom medicine in zdravstvene nege.  

## Življenjepis
Leta 1979 je diplomirala na Medicinski Fakulteti v Ljubljani, po študiju pa je začela delati kot splošna zdravnica v Murski Soboti.
Med letoma 1981 in  1987 je opravljala specializacijo iz psihiatrije v Psihiatrični bolnišnici Vojnik, nato pa je leta 1993 magistrirala na Medicinski fakulteti v Zagrebu.
Leta 1994 je diplomirala na Univerzi Johnsa Hopkinsa v Baltimoru, ZDA, na temo zloraba substanc ter naslednje leto postala vodja centra za zdravljenje odvisnih od alkohola na Psihiatrični kliniki v Ljubljani ter bila istega leta prvič izvoljena v naziv asistentke na katedri za psihiatrijo Medicinske fakultete v Ljubljani. Delo vodje centra je opravljala do leta 2000, medtem pa je leta 1997 diplomirala še na temo Sistemska družinska terapija na Inštitutu za družinsko terapijo v Londonu ter v letu 1998 doktorirala na Medicinski fakulteti v Ljubljani.
Leta 2000 je prevzela strokovno vodenje Kliničnega oddelka za mentalno zdravje Psihiatrične klinike v Ljubljani, leta 2004 pa je postala vršilka dolžnosti direktorja  Psihiatrične klinike. Še istega leta je nato postala pomočnica strokovnega direktorja Psihiatrične klinike v Ljubljani, odgovorna za področje izobraževanja.
Februarja 2007 je po spodbudi prim. Jožeta Felca prevzela vodenje institucije Varuha človekovih pravic Republike Slovenije. 20. decembra 2006 jo je namreč Državni zbor s 64 glasovi za in nobenim proti izvolil na to mesto. Šestletni mandat je nastopila 22. februarja 2007. V šestletnem mandatu je na ustavno sodišče podala dvanajst zahtev za oceno ustavnosti. Bila je prva med javnimi osebnostmi, ki je  že v letu 2007 opozarjala na revščino v Sloveniji. V času njenega  mandata je zaživel projekt Zagovornik - glas otroka in redna dejavnost Državnega preventivnega mehanizma po Konvenciji OZN proti mučenju in drugim krutim, nečloveškim ali poniževalnim kaznim ali ravnanju. Začela je redno sodelovanje Varuha človekovih pravic s civilno družbo in nevladnimi organizacijami, še posebej na področju varovanja okolja. Pripomogla k ustanovitvi Forenzične enote psihiatričnega oddelka Univerzitetnega kliničnega centra v  Mariboru. Ves čas mandata je aktivno spremljala področje zdravstvenega sistema, še posebej psihiatrije. 
Po končanem mandatu varuhinje človekovih pravic se je vrnila v svoj poklic in delovala kot psihiatrinja in družinska terapevtka. Je sodna izvedenka za psihiatrijo, deluje tudi kot prostovoljka. 
Urednica in soavtorica knjig Stebri zdravništva - Profesionalizem nas povezuje (samozaložba, 2016) in Torta za prostovoljce - prikaz prostovoljnjega dela v zdravstvenem sistemu (Ljubljana: Zdravniška zbornica Slovenije, 2020). 
Od 13.2.2017 do 18.2.2021 je bila predsednica Zdravniške zbornice Slovenije.

## Nagrade in priznanja
Prejemnica francoskega državnega odlikovanja vitezinja legije časti.